# 弗拉迪米尔·克萨达
弗拉迪米尔·克萨达（西班牙語：Vladimir Quesada，1966年5月12日—），哥斯达黎加男子足球运动员，司职后卫。他曾代表哥斯达黎加国家队参加1990年国际足联世界杯，结果队伍止步十六强赛。